# Damen (línea Azul)
Damen es una estación en la línea Azul del Metro de Chicago. La estación se encuentra localizada en 1558 North Damen Avenue en Chicago, Illinois. La estación Damen fue inaugurada el 6 de mayo de 1895.  La Autoridad de Tránsito de Chicago es la encargada por el mantenimiento y administración de la estación. De esta estación, los trenes operan en intervalos de 2–7 minutos durante las horas pico, y toman alrededor de 8 minutos para llegar a The Loop.

## Descripción
La estación Damen cuenta con 2 plataformas laterales y 2 vías. 

## Conexiones
La estación es abastecida por las siguientes conexiones: 
- Rutas del CTA Buses: #50 Damen #56 Milwaukee #72 North Ave.